# Sœurs de la Providence de Saint André de Peltre
Les sœurs de la Providence de Saint André de Peltre sont une congrégation religieuse féminine enseignante et hospitalière de droit pontifical. 

## Histoire
La congrégation est fondée le 19 novembre 1806 à Hottviller par Antoine Gapp (1766-1833) pour l'éducation des jeunes filles en particulier les plus pauvres. En 1821, les sœurs déménagent à Forbach. Jacques-François Besson, évêque de Metz approuve le 17 novembre 1825 les statuts des sœurs de la Providence qui s'engagent à donner un enseignement aux filles et à soigner les malades à domicile. En 1839, la congrégation transfère la maison-mère à Peltre.
L'institut reçoit le décret de louange le 19 novembre 1956.

## Fusion
Deux congrégations ont fusionné avec les Sœurs de la Providence de Saint André de Peltre : 
- 1943 : Les Sœurs de Saint Roch de Felletin (Creuse) fondées en 1802 par Jean-Marie-Philippe Dubourg (1751-1822) évêque de Limoges, et une ancienne ursuline, Marie-Madeleine Gipoulon (1765-1821) en religion Mère Victoire, pour le soin des malades et l'éducation des filles[4]. L'évêque leur donne la règle et les constitutions des Ursulines pour bénéficier du décret du 9 avril 1806 de Jean-Étienne-Marie Portalis, ministre des cultes, qui autorise provisoirement la congrégation des Ursulines[5]. La congrégation est reconnue par l'État en 1807[6]. Elles fusionnent avec les sœurs de Peltre le 7 mai 1943[7]. Elles ne doivent pas être confondues avec les sœurs de saint Roch fondées à Antraigues (Ardèche) qui ont fusionnées en 2002 avec d'autres instituts pour donner les Sœurs de l'Alliance. En 1839, les sœurs de Saint Roch de Felletin fonde une maison à Treignac qui devient autonome en 1844 sous le nom de sœurs du Saint Cœur de Marie[8]; la congrégation est dissoute en 1959 faute de vocations.

- (date inconnue) Les Sœurs du Saint Cœur de Marie de Nancy fondées le 7 novembre 1842 à Nancy par Alexis Menjaud, évêque coadjuteur de Nancy et Clara de Gondrecourt dans le but d'apprendre un métier aux jeunes filles orphelines ou soustraites à des parents inadaptés. Clara s'installe avec trois compagnes dans une maison située rue du Haut-Bourgeois, qu'elle place sous le vocable du cœur de Marie. Elles font leur prise d'habit le 21 novembre 1845[9]. Elles ont fusionné avec les Sœurs de Peltre[1].

## Fédération Chemin d'Emmaüs
Le 21 février 2000, Rome approuve les statuts de la fédération "Chemin d’Emmaüs" qui regroupe quatre instituts:
- Les Sœurs de la Providence de Saint André de Peltre.
- Les Sœurs de l'instruction chrétienne de Saint-Gildas-des-Bois.
- Les Sœurs de la Providence de Ruillé-sur-Loir.
- Les Sœurs de la Providence de Sées qui fusionne en 2015 avec les sœurs de Ruillé-sur-Loir.

## Activités et diffusion
Les sœurs se consacrent à l'enseignement et aux soins des malades.
La maison-mère est à Peltre.
En 2017, la congrégation comptait 248 sœurs dans 57 maisons.